# Anton Raaff
Répertoire
- rôle-titre dans Idomeneo, re di Creta

Anton Raaff est un chanteur d'opéra allemand, ténor, né le 6 mai 1714 à Gelsdorf près de Bonn, et décédé le 28 mai 1797 à Munich.

## Biographie
Destiné à la prêtrise, il est remarqué par en 1736 par l'Électeur de Cologne qui le prend à son service et l'envoie à Bologne parfaire son chant auprès de Bernacchi. Il y rencontre le padre Martini dont il devient l'ami. Il débute sur scène en 1739 et pendant les années 1740-1752 se produit en Italie et en Allemagne auprès des princes qui le réclament. En 1755, il est appelé à la cour de Madrid par Farinelli, qu'il accompagne ensuite à Naples où il est adulé par le public.

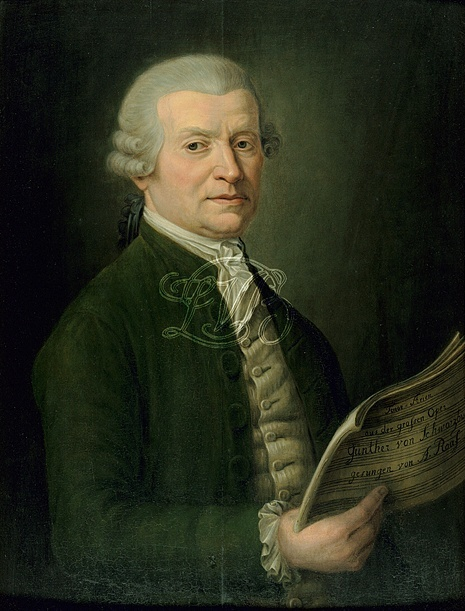
Anton Raaff, portrait de Clemens August Josef Philippart (1751–1825)

En 1770, il est à Mannheim, puis l'année suivante à Paris où il fait la rencontre de Mozart. Même si ce dernier juge le style de Raaff périmé, Mozart est assez habile pour flatter l'illustre ténor (Raaff a alors 66 ans) et les relations sont chaleureuses. De fait Raaff use de son influence auprès de l'Électeur qui commande à Mozart un opéra. Ce sera Idomeneo créé le 29 janvier 1781 au théâtre Cuvilliés de Munich avec Raaff dans le rôle-titre.
Ce n'était pas un très bon acteur selon Métastase, mais Anton Raaff fut le meilleur ténor du milieu du XVIIIe siècle. Son apprentissage à l'école de Bernacchi lui avait donné un legato et un portamento poussé à la perfection, représentatif de l'opéra italien de l'époque, d'où cette espèce de complaisance dans le cantabile qui agaçait un peu Mozart.